# Scotty Hopson
Brian Scott "Scotty" Hopson (nacido el 8 de agosto de 1989 en Hopkinsville, Kentucky) es un jugador de baloncesto estadounidense que actualmente se encuentra sin equipo. Con 2,01 metros de estatura, juega en la posición de alero.

## Trayectoria deportiva

### Universidad
Jugó durante tres temporadas con los Volunteers de la Universidad de Tennessee, en las que promedió 12,7 puntos y 3,1 rebotes por partido. Lideró a su equipo en anotación en su última temporada, con 17,0 puntos por partido, siendo elegido por los entrenadores en el mejor quinteto de la Southeastern Conference.

### Profesional
Tras no ser elegido en el Draft de la NBA de 2011, fichó por el Kolossos Rodou BC de la liga griega, donde jugó una temporada, en la que promedió 9,9 puntos y 3,0 rebotes por partido. Al año siguiente fichó por el Hapoel Eilat, donde promedió 18,6 puntos y 5,4 rebotes por partido, y en 2013 por el Anadolu Efes S.K. de la liga turca, con los que disputó 12 partidos en los que promedió 7,1 puntos y 2,5 rebotes.
El 31 de marzo de 2014, firmó con los Cleveland Cavaliers de la NBA, pero una semana más tarde fue asignado a los Canton Charge de la NBA D-League, volviendo a ser llamado días más tarde por los Cavs. Disputó únicamente dos partidos, en los que logró anotar un tiro libre.
El 12 de julio de 2014, Hopson fue traspasado, junto con consideraciones en efectivo, a los Charlotte Hornets a cambio de Brendan Haywood y los derechos de Dwight Powell. Al día siguiente, los Hornets lo traspasaron a los New Orleans Pelicans a cambio de consideraciones en efectivo. Dos días más tarde, fue traspasado a los Houston Rockets. El 17 de septiembre de 2014, fue traspasado, junto con Alonzo Gee, a los Sacramento Kings a cambio de Jason Terry y dos futuras selecciones de segunda ronda. El 24 de septiembre de 2014, Hopson fue despedido por los Kings.
En abril de 2015 el Laboral Kutxa Baskonia ficha al jugador hasta el final de la temporada. El alero llega procedente del Sioux Falls Skyforce, equipo que milita en la Liga de Desarrollo norteamericana y en el que ha disputado un total de 43 partidos esta temporada con 19.2 puntos, 3.7 rebotes y 3.3 asistencias de media.
Durante la temporada 2019-20 Hopson actuó para los New Zealand Breakers, con el que fue nominado para jugar en el Segundo Equipo All-NBL. Promedió 19,1 puntos, 5,9 rebotes y 4,7 asistencias por partido, lanzando un 47% desde el triple.
El 30 de noviembre de 2020, firma por el Melbourne United.
El 14 de octubre de 2021, Hopson firmó un contrato no garantizado con Oklahoma City Thunder, pero fue despedido un día después. Fue adquirido por los Oklahoma City Blue el 26 de octubre de 2021. El 27 de diciembre de 2021, firmó un contrato de 10 días con los Thunder. Al término del mismo, regresó al filial.

## Estadísticas de su carrera en la NBA

### Temporada regular
| Año     | Equipo    | PJ | PT | MPP | %TC  | %3P  | %TL  | RPP | APP | ROB | TPP | PPP |
| ------- | --------- | -- | -- | --- | ---- | ---- | ---- | --- | --- | --- | --- | --- |
| 2014-15 | Cleveland | 2  | 0  | 3.5 | .000 | .000 | .500 | .0  | .5  | .5  | .0  | .5  |
| 2017-18 | Dallas    | 1  | 0  | 8.0 | .000 | .000 | .500 | .0  | 1.0 | .0  | .0  | 1.0 |
| Total   |           | 3  | 0  | 5.0 | .000 | .000 | .500 | .0  | .7  | .3  | .0  | .7  |